# Fred Bongusto
Fred Bongusto, pseudonimo di Alfredo Antonio Carlo Buongusto (Campobasso, 6 aprile 1935 – Roma, 8 novembre 2019), è stato un cantautore e produttore discografico italiano.
Molto popolare negli anni Sessanta e Settanta, grazie alla sua vocalità calda e suadente è considerato, insieme a Bruno Martino e Johnny Dorelli, il cantante confidenziale per antonomasia della musica leggera italiana. Tra i suoi maggiori successi discografici vi sono Frida, Doce doce, Amore fermati, Una rotonda sul mare, Spaghetti a Detroit, Balliamo, Tre settimane da raccontare, Malaga.
Dalla fine degli anni Sessanta è stato inoltre tra i più ricercati autori italiani di musica da film, soprattutto nel genere della commedia all'italiana, vincendo per due volte il Nastro d'Argento per la migliore colonna sonora.
Ha collaborato nel corso della sua lunga carriera con artisti internazionali tra cui Chet Baker, Don Costa, Toquinho, Vinicius de Moraes e Antonio Carlos Jobim.

## Biografia

### Gli inizi
Bongusto è nato a Campobasso, dove già da studente si fa notare per le sue doti musicali in vari complessi locali e nella formazione musicale del suo liceo. 
I suoi modelli sono Frank Sinatra, Bing Crosby, Nat King Cole.
A metà degli anni Cinquanta si trasferisce a Padova per studiare legge ed entra nell'orchestrina del Caffè Pedrocchi con altri compagni di università: un'esperienza che Bongusto ricorderà vent'anni dopo nella canzone Carissimo Maestro di Padova. Decide di abbandonare gli studi e dedicarsi a tempo pieno alla carriera musicale, facendo la gavetta come cantante e chitarrista al seguito di varie orchestre. Con l'orchestra di Vittorio Buffoli, che comprende anche un giovane Sergio Endrigo (voce e contrabbasso), va in tournée in Germania, Grecia e Libano.
Dopo un periodo di pausa, nel quale tenta di riprendere gli studi, ritorna definitivamente alla musica: nel 1959 entra nel gruppo I 4 Loris (con Renato Silvestri, Loris Boresti, Luciano Bigoni e Nini Mezzet) nel ruolo di voce solista e chitarrista. I 4 Loris ottengono un contratto discografico con la Primary di Giovanni Battista Ansoldi e debuttano nel 1959 con il 45 giri Tu sei l'orizzonte/Stringimi e baciami cui fa seguito nel 1961 il 45 giri Madison Italiano/Notte d'amore, reinterpretazione di Jealous Lover di Charles Williams, canzone inserita nella colonna sonora del film L'appartamento di Billy Wilder, il cui testo italiano fu curato da Misselvia.

### Gli anni Sessanta e il successo
Ansoldi intuisce il potenziale di Bongusto come solista. Il suo esordio discografico in solitaria arriva anche grazie all'amicizia che lo lega al compagno di etichetta Ghigo Agosti, che gli scrive il brano Bella bellissima, uscito per la Primary su 45 giri nel gennaio del 1962, accompagnato, come in tutti i suoi primi singoli, dall'orchestra di Piero Soffici. Ma a riscuotere le prime attenzioni è la struggente canzone sul lato B, Doce, doce..., scritta da Bongusto stesso a 18 anni in napoletano. Altro lato B e altra raffinata canzone napoletana da lui composta da giovanissimo è la languida Frida, pubblicata quattro mesi dopo e che conferma il suo talento come cantante e autore. Si accorge di lui il maestro Gorni Kramer, che lo vuole come interprete per Amore fermati, sigla dello suo show televisivo Leggerissimo (1963). Grazie anche alla ribalta televisiva il singolo arriva nel maggio 1963 al quarto posto in hit parade e fa conoscere Bongusto al grande pubblico. Nell'aprile del 1963 esce la spagnoleggiante Malaga, destinata a diventare un altro suo classico, reinterpretato trent'anni dopo dal maestro della bossa nova Joao Gilberto. In luglio esce il suo primo 33 giri omonimo che raccoglie i suoi primi singoli e con il quale Bongusto si conferma tra i big della canzone italiana del periodo. Sempre del 1963 è il suo primo tour in Sud America, in Uruguay.
Il repertorio di Bongusto miscela sapientemente swing, jazz, bossa nova, canzone napoletana e chanson d'autore, legando il tutto con lussureggianti orchestrazioni a cura dei migliori direttori d'orchestra della musica leggera del periodo, mentre la sua suadente voce da crooner canta amori romantici e appassionati, non di rado con toni nostalgici e spesso e volentieri legati al mare e all'estate. Una formula che lo impone come uno dei protagonisti indiscussi della scena dei night degli anni Sessanta e Settanta.
La consacrazione per Bongusto arriva con quello che è il suo manifesto in musica: Una rotonda sul mare (1964), il suo maggiore successo e una delle canzoni-simbolo dell'Italia del boom economico. Il brano viene anche scelto da Luchino Visconti per una scena del suo film Vaghe stelle dell'Orsa. Sempre nel 1964 esce il film Matrimonio all'italiana di Vittorio De Sica con Sophia Loren e Marcello Mastroianni, due volte candidato agli Oscar; nel film Bongusto canta il tema della sigla di coda 'O cielo ce manna 'sti ccose, di cui è co-autore con Armando Trovajoli, autore della colonna sonora della pellicola. Nello stesso anno partecipa al Festival di Napoli, mentre l'anno dopo, nel '65, sarà per la prima volta al Festival di Sanremo con il brano Aspetta domani in coppia con Kiki Dee.
Nel settembre dello stesso anno Bongusto, insieme a Vittorio Gassman e Paola Pitagora, è in Sudamerica con lo spettacolo Solitudine. Serata di teatro, poesia e canzoni, una tournée di 22 date patrocinata dal Ministero del Turismo e dello spettacolo che tocca le maggiori città dell'America Latina.
La sua seconda apparizione a Sanremo avviene nel 1967 con Gi, ma la canzone, cantata in coppia con Anna German, non si qualifica per la serata finale. Tre mesi dopo, nel maggio 1967, pubblica il singolo dal sapore rétro Spaghetti a Detroit che diventerà presto un altro suo cavallo di battaglia. Il motivo di Spaghetti a Detroit sarà il tema portante della prima colonna sonora per il cinema firmata da Bongusto, quella per il film Il tigre di Dino Risi (1967) vincitore di due David di Donatello. In carriera Bongusto firmerà in tutto 28 colonne sonore.
In questi anni Bongusto con la sua orchestra suona nei più noti locali italiani del periodo, a cominciare dalla Bussola in Versilia, di cui diventa una delle principali attrazioni. Proprio alla Bussola il suo nome è in cartellone con Shirley Bassey in occasione del Gala di Capodanno del 1968: all'inizio della serata, tuttavia, il locale diviene teatro di un drammatico scontro tra la polizia e il Movimento Studentesco che pregiudicherà l'evento.
Curiosamente, alla grande popolarità del personaggio e delle sue canzoni non corrispondono exploit nelle classifiche di vendita: una anomalia che caratterizza tutta la sua carriera. La stessa Una rotonda sul mare non va oltre l'ottavo posto in hit parade.
I temi delle sue canzoni lo rendono una presenza fissa alla rassegna Un disco per l'estate che vince nel 1966 con Prima c'eri tu, dopo aver partecipato nel 1964 con Mare non cantare e nel 1965 con Il mare quest'estate. Sarà protagonista della stessa manifestazione anche nel 1969 con Una striscia di mare, nel 1972 con Questo nostro grande amore, scritta insieme a Franco Califano, e nel 1974 con Perdonami amore.

### Gli anni Settanta

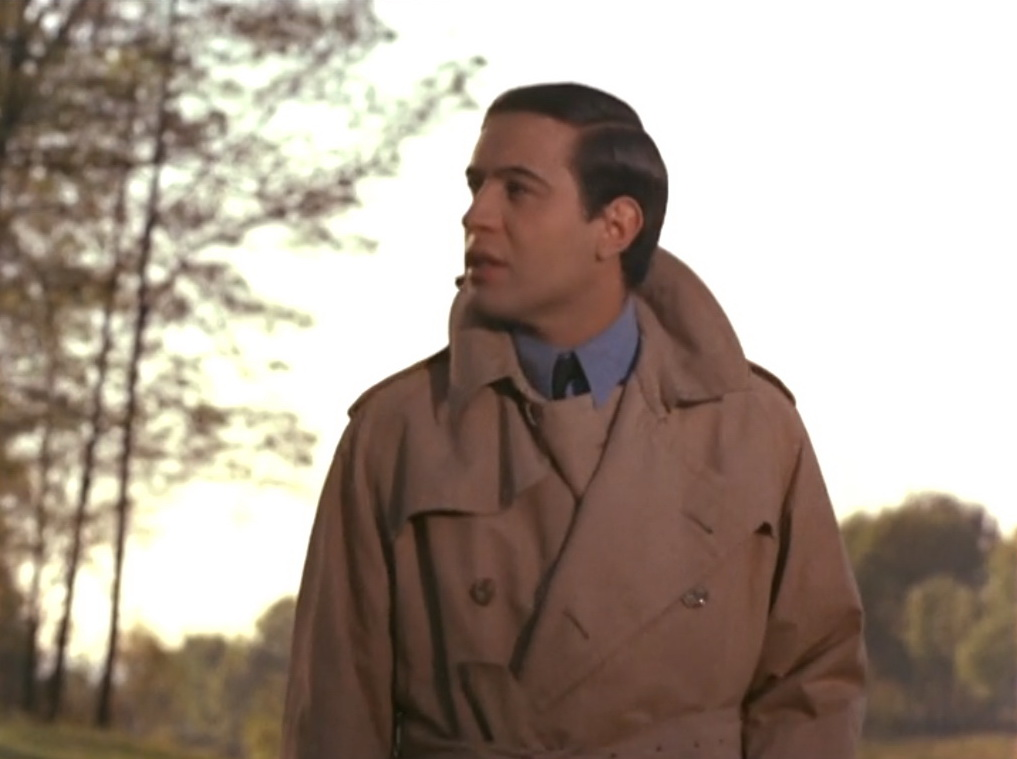
Fred Bongusto in una scena del film Questi pazzi, pazzi italiani (1965)

Tra gli anni Sessanta e Settanta compare spesso nei varietà televisivi della Rai a proporre le sue canzoni, anche dal vivo con l'orchestra. Partecipa a quattro edizioni consecutive di Canzonissima, tra il '68 e il '71, ma entra definitivamente nell'immaginario popolare cantando il divertissment Quando mi dici così in coppia con Minnie Minoprio nella sigla di coda del programma Speciale per noi, andato in onda sulla rete nazionale tra gennaio e febbraio del 1971 (la voce femminile che canta nella canzone è in realtà di Giulia De Mutiis).
L'anno successivo Bongusto è ancora protagonista in televisione di un duetto con Mina, con la quale canta dal vivo un medley dei propri successi in una puntata dello show Teatro 10, con l'orchestra diretta dal Maestro Gianni Ferrio. Le canzoni cantate nel medley sono, in sequenza: Quando mi dici così, Frida, Sei tu sei tu, Doce doce, Spaghetti a Detroit.
Sempre nel 1972 la Rai per la prima volta gli ritaglia un programma televisivo da protagonista e conduttore: Amabile Fred va in onda a luglio in 3 puntate sul Secondo Canale, con i testi di Giancarlo Bertelli e Giorgio Calabrese.
Negli anni Settanta Bongusto consolida il suo status di cantante confidenziale e mattatore dei nightclub con altri successi come Tre settimane da raccontare (1973), La mia estate con te (1976) (Albertelli - Colonnello, #12 in classifica) e soprattutto Balliamo (1977) (Di Francia - Iodice - Di Francia), che grazie anche all'arrangiamento del produttore americano Jimmie Haskell diverrà il suo maggiore successo del decennio. Tradotto in spagnolo come Bailemos, il brano conquisterà anche il Sud America, specie nell'interpretazione di Manolo Otero.
Bongusto tuttavia non ha frequentato solamente la scena dei nightclub. Nel 1971 partecipa al Palermo Pop Festival sotto le mentite spoglie di rocker americano. In quel frangente Bongusto vince le resistenze della giovane platea cantando classici blues accompagnandosi con la chitarra. Solo alla fine del suo show Bongusto rivela la sua identità, guadagnandosi gli applausi del pubblico. A ricordare l'episodio, il fumettista Stefano Disegni presente all'evento.
Prolifica la sua attività discografica nel corso del decennio, con la pubblicazione spesso di due album a cadenza annuale che propongono ora canzoni originali nel suo ormai collaudato stile di sofisticato crooner, ora interpretazioni personali di classici della canzone italiana e internazionale. Non mancano neppure gli omaggi alla sua amata canzone napoletana, con gli album Napoli alla mia maniera (1975) e Flash Back (1975), quest'ultimo in parte registrato live con la sua orchestra allo Sporting Club di Montecarlo.
Bongusto si avventura anche nel mondo soul e rhythm&blues, pubblicando nel 1973 una cover del celebre brano di Stevie Wonder Superstition, adottando per l'occasione scherzosamente lo pseudonimo di "Fred Goodtaste", traduzione inglese del proprio nome.
Dalla seconda metà degli anni Settanta, Bongusto arricchisce e rinnova il suo repertorio con influenze funky e discomusic, come testimoniano la colonna sonora di Conviene far bene l'amore (1975) e i suoi album Il giorno e la notte (1977), Professionista di notte (1978) e Lunedì (1979), realizzati, come per tutte le sue produzioni di quegli anni, con alcuni tra i più famosi arrangiatori della musica leggera dell'epoca: da Toto Torquati a Ruggero Cini, da Rodolfo Grieco al suo storico collaboratore Josè Mascolo, per arrivare a Don Costa, arrangiatore e produttore per Paul Anka e Frank Sinatra. Sul finire degli anni '70 partecipa anche a due edizioni consecutive del Festivalbar: nel 1977 con Pietra su Pietra, nel 1978 con Carissimo maestro di Padova.
Negli stessi anni Bongusto fortifica il suo rapporto con la musica brasiliana: nel suo album Fred Brasil (1979) interpreta vari classici del repertorio carioca e rivisita alcuni suoi vecchi successi in chiave samba e bossanova. Tra i brani presenti nel disco anche Quien eres tu, versione rivisitata e tradotta in spagnolo di Ma tu chi sei dell'amico Bruno Martino. Comincia a frequentare il Brasile nelle sue tournée per poi collaborare nel corso degli anni con Toquinho (con il quale farà dischi e tour insieme), Vinícius de Moraes e Antônio Carlos Jobim. Il suo interesse verso i maestri della bossa nova verrà ricambiato dall'interpretazione di Malaga da parte di João Gilberto nel suo disco João (1991). Lo stesso Gilberto ebbe a valutare musicalmente il brano definendolo "una composizione perfetta".

### Dagli anni Ottanta alla fine della carriera
Negli anni Ottanta Bongusto, di fronte all'arrivo di nuove mode e tendenze musicali, rimane fedele al suo stile e al suo personaggio continuando a pubblicare dischi perlopiù di slowtempo e ballate romantiche come Come t'aggia fa (1982), Attento disc-jockey (1983) o Ammore scumbinato (1985) che riscuotono attenzione specialmente nell'ambiente dei piano-bar.
Ad accompagnare l'uscita del disco Freddissimo (1982), Bongusto conduce per tre settimane tra marzo e aprile di quell'anno su Rai2 la striscia quotidiana preserale Buonasera con..., per l'occasione ribattezzata Buonasera con... Freddissimo ma con Bongusto, con diversi ospiti e uno studio trasformato in una mega-discoteca con l’orchestra diretta dal Maestro Josè Mascolo. L'anno successivo, con Attento disc-jockey, fa parte del cast della gara canora a squadre Azzurro 1983 in onda in tre serate su Rai 2. In squadra con lui, tra gli altri, anche Domenico Modugno, Diana Est e Heaven 17.
A metà degli anni Ottanta si trova fortuitamente a cantare per Ella Fitzgerald, guadagnandosi i complimenti da parte della cantante americana, ospite speciale in una serata d'onore a St.Vincent organizzata dalla famiglia Agnelli; un episodio poco conosciuto, che Bongusto ha ricordato con entusiasmo in più interviste.
Partecipa altre due volte al Festival di Sanremo: nel 1986 con Cantare (Di Francia-Iodice-Bongusto), arrivato all'ottavo posto e uno dei brani più eseguiti dalle orchestre in quell'anno, e nel 1989 con Scusa. Sempre nel 1989 pubblica l'album Le donne più belle, contenente 'E fantasme, una collaborazione con Il Giardino dei Semplici. Continua la sua attività live nei nightclub e nei dancing e intensifica i tour in Sudamerica e soprattutto in Brasile, ormai diventato la sua seconda patria artistica.
Nel 1989 fa parte del cast del programma televisivo revival Una rotonda sul mare andato in onda su Canale 5, il cui titolo è ispirato al suo maggiore successo.
Negli anni Novanta rimangono significative le due tournée fatte insieme a Toquinho, anche lui di origini molisane, in Italia nel 1993 e ancora in Brasile nel 1996, dopo aver inciso insieme il singolo Brasiliando. Da ricordare anche la tournée amarcord Due ragazzi così realizzata in coppia con l'amico-rivale di sempre Peppino di Capri e che verrà quindi immortalata nell'omonimo album live (1996).
Bongusto si congeda discograficamente con l'album E io le canto accussì (1997) in cui canta alcuni dei suoi evergreen internazionali preferiti in versione riarrangiata e dopo averne tradotti i testi in napoletano: una sorta di omaggio a fine carriera verso i suoi modelli artistici. Per la realizzazione del disco si avvale di noti musicisti jazz come Lino Patruno, Gegè Munari, Vittorio Sonsini e Riccardo Biseo.
Renato Sellani, già pianista in alcuni dischi di Bongusto dalla fine degli anni Ottanta, gli dedica nel 2001 con il suo Trio il disco tributo in jazz Per Fred Bongusto / Trilogia italiana Vol.3 dopo analoghi tributi a Gino Paoli e a Bruno Martino nei due precedenti volumi.
Dal 5 al 16 dicembre 2007 la sua ultima tournée in Sudamerica, nel corso della quale si esibisce in Uruguay e Argentina. In questi anni comincia ad accusare problemi di udito, una patologia che si aggrava progressivamente tanto da compromettere nell'ultimo periodo la sua attività musicale.
Il 18 marzo del 2005 il Presidente del Consiglio Silvio Berlusconi consegna a Fred Bongusto una targa d'argento per i 50 anni di carriera, che verranno poi festeggiati il 30 maggio del 2007 al Gilda Club di Roma. Il 26 maggio dello stesso anno viene insignito dal presidente della Repubblica Carlo Azeglio Ciampi dell'onorificenza di Commendatore ordine al merito della Repubblica italiana.
L'ultima delle sue apparizioni pubbliche risale al 22 aprile 2013, in occasione del concerto in ricordo di Franco Califano, quando canta il brano Questo nostro grande amore, scritto insieme al "Califfo" . Nello stesso anno duetta con Iva Zanicchi nel brano Amore fermati inserito nel disco della cantante intitolato In cerca di te. Tale brano verrà interpretato da Fiorello nella serata finale del Festival di Sanremo 2020 come omaggio a Bongusto dopo la scomparsa.

### La morte
All'alba dell'8 novembre 2019,  Bongusto muore all'età di 84 anni al policlinico Umberto I di Roma a causa di una malattia respiratoria. I funerali si sono celebrati l'11 novembre nella Chiesa degli artisti a piazza del Popolo con amici e colleghi in diretta. La salma venne poi cremata e le ceneri vennero seppellite al cimitero Flaminio.

## Colonne sonore per il cinema

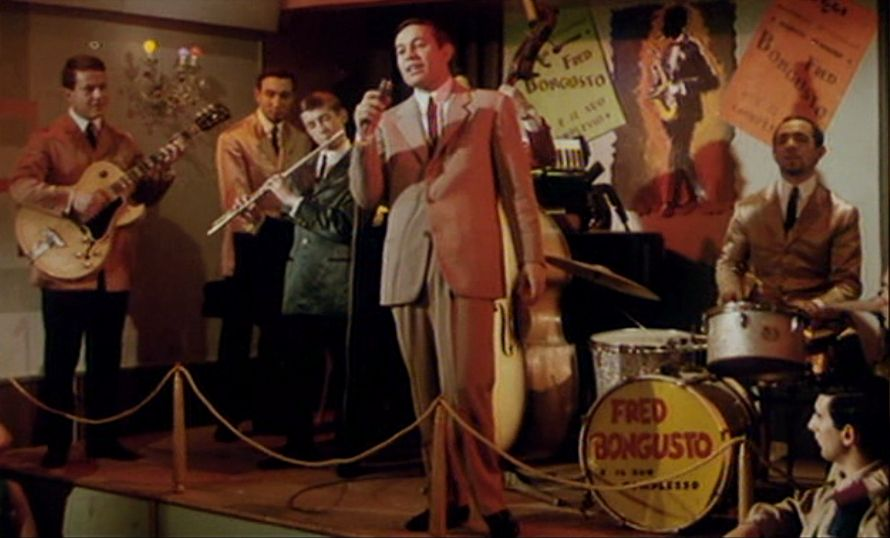
Fred Bongusto e il suo complesso mentre eseguono Malaga nel film Obiettivo ragazze (1963)

Molto intenso il rapporto tra Fred Bongusto e il cinema italiano lungo tutta la sua carriera. Nella prima metà degli anni Sessanta Bongusto partecipa a un paio di film musicali molto in voga nel periodo, i cosiddetti musicarelli: Obiettivo ragazze (1963) dove ha modo di eseguire con il suo complesso la sua hit del momento, Malaga, e Questi pazzi, pazzi italiani (1965), nel quale canta il brano Vierno.
Il suo primo contributo al cinema risale al 1964, data di uscita di Matrimonio all'italiana di Vittorio De Sica, pluri-candidato agli Oscar, nel quale Bongusto canta il tema 'O cielo ce manna 'sti ccose, di cui è co-autore con Armando Trovajoli, autore del resto della colonna sonora del film.
Bongusto dà voce nello stesso periodo anche ai due temi musicali principali per altrettanti spaghetti-western: A man, a story (1965) con l’orchestra di Gianni Ferrio (dal film Un dollaro bucato) e Gringo (1965) con l’orchestra di Benedetto Ghiglia (dal film Adios Gringo), entrambi pubblicati su 45 giri.
Dalla fine degli Sessanta Bongusto comincia a scrivere autonomamente colonne sonore per film, soprattutto per quelli riconducibili al filone della commedia all'italiana, spesso assistito negli arrangiamenti per orchestra dal suo storico collaboratore Josè Mascolo. Le sue colonne sonore, come tante del periodo, mescolano vari stili di moda all'epoca: dal beat allo shake, dallo swing al jazz, dalla bossa nova al funky, fino alla musica vocale a cappella. Spesso e volentieri i temi composti per il cinema diventeranno canzoni centrali dei suoi album.
La prima colonna sonora musicata è per il film Il tigre di Dino Risi (1967), vincitore di due David di Donatello, nel quale il tema portante è il motivo di Spaghetti a Detroit. Dopo Il tigre, Bongusto firmerà le musiche per altri importanti film italiani del periodo come Un detective e Il divorzio di Romolo Guerrieri, Il furto è l'anima del commercio di Bruno Corbucci, All'onorevole piacciono le donne di Lucio Fulci, Gli ordini sono ordini di Franco Giraldi con Monica Vitti, Conviene far bene l'amore di Pasquale Festa Campanile, Malizia (candidato al Nastro d'argento) e Peccato veniale di Salvatore Samperi. Fred ha composto la colonna sonora per l'ultimo lungometraggio di Samperi, Malizia 2mila, con Laura Antonelli, uscito nel 1991.
Se Piero Piccioni instaurerà un sodalizio duraturo con Francesco Rosi e Alberto Sordi e Ennio Morricone con Sergio Leone, il vero sodalizio di Fred avverrà con un altro grande maestro del cinema, Alberto Lattuada, per il quale realizzerà le musiche di Venga a prendere il caffè... da noi, Bianco, rosso e... Le farò da padre, Oh, Serafina! e La cicala. Con gli ultimi due film Bongusto vince il Nastro d'argento per la migliore colonna sonora dell'anno.
Negli anni Ottanta Bongusto musicherà, tra gli altri, tre fortunati film di Paolo Villaggio (Fantozzi contro tutti, Fracchia la belva umana e Superfantozzi), Sesso e volentieri (nuovamente al fianco di Dino Risi), e la pellicola Kamikazen di Gabriele Salvatores (1988).
Le canzoni cantate da Bongusto, sia in qualità di solo interprete sia anche come autore, compaiono anche come sigle di programmi televisivi: da Amore fermati, sigla del varietà Leggerissimo con Gorni Kramer (1963), a Io non sò chi sei per il popolare show del sabato sera Scala reale (1966); dalla celebre Quando mi dici così, sigla di coda eseguita in coppia con Minnie Minoprio per Speciale per noi (1971), a Quattro colpi per Petrosino, tema di coda dello sceneggiato televisivo Joe Petrosino di Daniele D'Anza (1972). Bongusto è stato inoltre autore di vari temi strumentali utilizzati come sigle televisive.
Negli anni Novanta la produzione di Fred Bongusto per il cinema conoscerà un piccolo revival di culto a livello internazionale grazie all'affermarsi di generi come l'exotica e la lounge music e alla ristampa di molti dischi di colonne sonore del periodo, che riportano in auge presso un pubblico più giovane anche altri storici compositori italiani di musiche da film come Piero Piccioni, Piero Umiliani, Riz Ortolani, Armando Trovaioli e Stelvio Cipriani.

## Vita privata
Bongusto nacque a Campobasso da padre partenopeo e madre veneta e crebbe nel rione popolare di Sant'Antonio. Ebbe un'infanzia e adolescenza difficili: il padre, sottufficiale di marina, morì sul fronte greco durante la Seconda Guerra Mondiale, lasciandolo orfano a 7 anni. Come sfollato di guerra trascorse qualche anno nel Nord Italia a Cerea (VR), ospite di una zia, dove frequentò le elementari, per tornare nella sua città natale in Molise.
Fu il padre, cantante e chitarrista amatoriale, a trasmettergli la passione per la musica. Le influenze musicali decisive furono quelle della radio delle Forze Armate Americane in Europa. Nacque così il suo amore per il jazz, lo swing di Frank Sinatra, Bing Crosby, Nat King Cole.
Nel periodo d'oro della sua carriera, Bongusto si sposò nel 1967 con l'attrice e showgirl Gabriella "Gaby" Palazzoli, scomparsa nel 2016, che recitò in teatro con Macario e nel cinema con Alberto Sordi nel film Buonanotte... avvocato!. Nel 1960 la Palazzoli per un breve periodo fu sposata con l'attore americano John Drew Barrymore dal quale ebbe Blyth, sin da piccola cresciuta con Bongusto; John Barrymore Jr. con la moglie successiva ebbe poi come figlia Drew Barrymore.
Nel 1979 i Bongusto furono vittime di un fatto di cronaca: in sua assenza, due terroristi armati, Cristiano Fioravanti e Alessandro Alibrandi dei NAR, si introdussero nell'abitazione spacciandosi per fattorini e dopo avere legato, imbavagliato e malmenato la moglie e la governante, rubarono denaro, gioielli e il disco d'oro di Bongusto, per un valore complessivo di diverse centinaia di milioni.
Negli anni Novanta fu anche Consigliere Comunale dal 1990 al 1992 a Bari, eletto nel Partito Socialista Italiano. Fu simpatizzante del Partito Radicale, al quale si iscrisse nel 1987.

## Citazioni
La musica di Bongusto è stata occasionalmente sfruttata dalla musica hip hop. 
- Il rapper italiano Fritz da Cat, in collaborazione con DJ Lugi, in A vous a vous da Mille e Una notte (1997), tratto dall'album Fritz da Cat (Mixmen Connection – MMC003), col verso "Whisky, cin cin baby, brindiamo? È tanto tempo che non lo facciamo", cita il brano Balliamo del 1977[14].
- Il singolo rap Tua Madre (1999) dei Gatekeepaz contiene Amore Fermati (1963)[15];  è inoltre utilizzato come sample in L'Outfit Giusto (2015) di Willie Peyote[16].
- Il brano Pensieri (1975) è stato utilizzato come sample per The Mission (2000) di The Creators feat. Mr. Thing[17] e da Showbiz and Milano in Guillotine (2019)[18].
- Il brano Chi Ci Sarà Dopo Di Te (1964) è stato campionato tre volte: a) base e voce, dal rapper Ill Bill per il singolo American History X (2004)[19]; b) la medesima base è nuovamente citata in Q-Unique per The Ugly Place (Street Shit) del 2004[20]: c) contiene base e voce, leggermente accelerata, all'interno del singolo Top Five (2019) di Mondo Marcio[21].
- È stata estrapolata dalla colonna sonora del film Gli ordini sono ordini (1972) la musica de Le tentazioni di Giorgia, presente in There He Is (2006) di Bobby Creekwater[22].
- Dal tema della colonna sonora Malizia (1973) è tratto il sample del gruppo finlandese hip-hop Aivovuoto con Pietari per il singolo TV (2014)[23].

## Discografia

### Album in studio
- 1963 - Fred Bongusto
- 1964 - La notte è fatta per ballare
- 1964 - Le canzoni di Fred Bongusto
- 1966 - ...forse è colpa della musica...
- 1968 - Fred Bongusto
- 1970 - Alla mia maniera
- 1971 - Un'occasione per dirti che ti amo
- 1972 - Alfredo Antonio Carlo Bongusto
- 1972 - Alla mia maniera n° 2
- 1973 - Malizia... un po'...
- 1974 - Doppio whisky
- 1974 - Italian graffiti
- 1975 - Noi innamorati... d'improvviso
- 1975 - Napoli alla mia maniera
- 1975 - Flash back
- 1976 - La mia estate con te
- 1977 - Il giorno e la notte
- 1978 - Professionista di notte
- 1979 - Lunedì
- 1979 - Fred Brasil
- 1980 - Fred & Bongusto
- 1981 - Fortunatamente ancora l'amore
- 1982 - Freddissimo
- 1983 - Belle bugie
- 1984 - Appuntamento con la luna
- 1985 - ...dillo tu
- 1986 - Guancia a guancia
- 1987 - Cioccolata
- 1988 - Paradiso perduto
- 1989 - Le donne più belle
- 1990 - Appena posso, torno
- 1991 - Una canzone per ballare
- 1992 - Io dopo i giorni degli azzimi
- 1992 - Ancora insieme/We'll Be Together Again
- 1992 - Bailemos
- 1994 - Facciamo finta di volerci bene...
- 1995 - Fred
- 1996 - Due ragazzi così - live '96 (con Peppino di Capri)
- 1997 - E io le canto accussì
- 1997 - La luna

### Raccolte
- 1967 - Fred Bongusto

- 1972 - Eccezionale Fred - Le più belle canzoni di Fred Bongusto
- 1973 - Amore fermati
- 1973 - I re del night (con Don Marino Barreto Jr. e Bruno Martino)
- 1973 - Fred Bongusto international (Temi da film composti e interpretati da Fred Bongusto)
- 1974 - Fred Bongusto
- 1975 - Amabile Fred
- 1975 - Doce doce
- 1976 - Il night (con The Lovelets e Bruno Martino)
- 1977 - Ancora un po'...con sentimento
- 1977 - Ti amo e poi...360)
- 1978 - Fred Bongusto
- 1980 - Strettamente confidenziale
- 1980 - Con sentimento...
- 1980 - Il meglio di Fred Bongusto
- 1980 - Pensieri d'amore
- 1981 - Chi ci sarà dopo di me
- 1981 - Gli amori veri
- 1981 - Noi innamorati...
- 1981 - Live - Fred tra di voi
- 1982 - Personale di Fred Bongusto
- 1982 - I grandi successi di Fred Bongusto
- 1982 - Fred Bongusto
- 1982 - Premiata ditta "Italia" vol.2
- 1982 - Alla prima maniera
- 1983 - L'album di Fred Bongusto
- 1984 - Fred Bongusto
- 1985 - 25
- 1986 - Le più belle canzoni di Fred Bongusto
- 1986 - Fred Bongusto
- 1986 - Peppino e Fred - La classe e lo stile (con Peppino di Capri)
- 1987 - I grandi successi di Fred Bongusto
- 1987 - Ore d'amore
- 1987 - Il meglio di
- 1987 - Raccolta di successi vol.1
- 1987 - Raccolta di successi vol.2
- 1992 - Il nostro amore segreto
- 1992 - Una rotonda...ed altri successi
- 1992 - Dulcinea
- 1993 - Una rotonda sul mare
- 1993 - Se t'innamorerai...
- 1993 - I più grandi successi
- 1994 - I successi di Fred Bongusto
- 1994 - Il meglio
- 1995 - ...il nostro disco che suona
- 1996 - I re del night (con Peppino di Capri)
- 1996 - Una rotonda sul mare
- 1997 - Gli anni d'oro
- 1997 - Fred Bongusto
- 1999 - Spaghetti a Detroit
- 2000 - Fred Bongusto
- 2000 - Una rotonda sul mare
- 2003 - Canzoni indimenticabili
- 2004 - Balliamo
- 2004 - O' cielo ce manna sti' cose
- 2004 - Le mie canzoni - Platinum edition
- 2005 - Una rotonda sul mare
- 2005 - Le più belle canzoni di Fred Bongusto
- 2006 - Fred Bongusto
- 2006 - Gold Italia collection
- 2008 - The collection
- 2009 - Il meglio
- 2009 - I successi
- 2009 - Il buon gusto di chiamarsi...Fred
- 2009 - Fred Bongusto
- 2010 - Il meglio di Fred Bongusto
- 2016 - Playlist
- 2016 - Il meglio di Fred Bongusto grandi successi
- 2017 - Gold edition

### Singoli
- 1959 - Tu sei l'orizzonte/Stringimi e baciami (Possess Me) (con I 4 Loris)
- 1961 - Madison Italiano/Notte d'amore (con I 4 Loris)
- 1962 - Bella bellissima/Doce, doce...
- 1962 - Chist'è ammore/My love is dead
- 1962 - Poquito por mi/Ti lascio
- 1962 - Caterina/Frida
- 1962 - Poquito por mi/Caterina
- 1962 - Con maracas chica/Lucky Twist
- 1962 - Madeleine Aufwiedersehen/Buona notte, angelo mio
- 1963 - Amore fermati.../E...dopo
- 1963 - Malaga/Tu no capire
- 1963 - Sigrid - Malaga/Hoo Goo Noo - Amore Fermati
- 1963 - Doce doce/Frida
- 1963 - Poquito por mi/Dedicata ad un angelo
- 1963 - Chi ci sarà dopo di te/Vierno
- 1964 - Mare non cantare/Va bbuono
- 1964 - Carolaina/Mare non cantare
- 1964 - Va bbuono/Ora che ti sto perdendo
- 1964 - Una rotonda sul mare/Chi ci sarà dopo di te
- 1964 - Napoli c'est fini/Tu nun 'e a chianghere
- 1964 - O cielo ce manna sti 'ccose/Tutti mi dicono
- 1964 - 'A nnammurata mia/Da cosa nasce cosa
- 1965 - Aspetta domani/Non ti ho dato mai le rose
- 1965 - Ancora...ancora.../Tu nun me vuoi
- 1965 - Il mare quest'estate/Se t'innamorerai
- 1965 - Se tu non fossi bella come sei/Annabella
- 1965 - A man...a story/Se tu non fossi bella come sei
- 1965 - Adios gringo/Il ragazzo dai capelli bianchi
- 1966 - Quella cosa che.../Stupendamente giovane
- 1966 - Prima c'eri tu/Tu non sbagli mai
- 1966 - Io non so chi sei/Se t'innamorerai
- 1966 - Helga/La vie en rose
- 1967 - Gi/Cielo azzurro
- 1967 - ...e mi consuma l'estate/Spaghetti, insalatina e una tazzina di caffè a Detroit
- 1967 - Ore d'amore (Over and over)/Se l'amore potesse ritornare
- 1968 - Che sera triste che chiaro 'e luna (Le foglie morte)/Il fischio (Se mi vuoi bene scendi giù)
- 1969 - May be one, may be none/A te (con Luis Enriquez)
- 1969 - Una striscia di mare/Ciao nemica
- 1969 - Tra cinque minuti/Angelo straniero
- 1969 - Nell'alba alle sei/Tremila anni fa
- 1970 - Il nostro amor segreto/Sul blu
- 1971 - Quando mi dici così/Viviane
- 1971 - Rosa/Moon
- 1971 - Sei tu, sei tu/Gratta, gratta...amico mio
- 1971 - Questo nostro grande amore/O primmo treno...
- 1972 - Invece no/Non è un capriccio d'agosto
- 1972 - 4 colpi per Petrosino/La canzone di Frank Sinatra
- 1972 - L'importanza di un disco/La mia vita non ha domani (M'insegnasti tutto dell'amore)
- 1973 - Se ci sta lei (Oh babe, what would you say)/Sciocca
- 1973 - Tre settimane da raccontare/L'amore
- 1973 - White Christmas/Natale dura un giorno (con Iva Zanicchi)
- 1974 - Perdonami amore/L'amore
- 1974 - Tu sei così/Never never
- 1974 - Doppio whisky/Dimmi che mi vuoi
- 1974 - Io non ci provo gusto/Rosa
- 1974 - Polvere di stelle/Arrotino
- 1975 - Che bella idea/Michela
- 1975 - Noi innamorati...d'improvviso/L'amore ha detto addio
- 1975 - Come closer to me/Se cerchi un po'
- 1976 - La mia estate con te/Lui
- 1977 - Pietra su pietra/Balliamo
- 1977 - Una rotonda sul mare/La foto
- 1978 - Carissimo maestro di Padova.../Bruttissima, bellissima (You're my everything)
- 1979 - Lunedì/3 ore d'amore
- 1979 - Se il mondo avesse qualcosa di te/Nao chores mais
- 1980 - Facciamo pace/La cicala
- 1981 - Dica 33/Poco
- 1982 - Comm'aggia fa/Stretti
- 1983 - Attento disc-jockey/Mon amour
- 1983 - Quello che ti porta a Rio/Mon amour
- 1984 - Vivi la tua musica/Quello che ti porta a Rio
- 1986 - Cantare/Frida
- 1987 - Che serata/Italian dream
- 1989 - Scusa/Le donne più belle
- 1992 - Mariluna/Amanti sconosciuti
- 1993 - Brasiliando
- 2010 - Back to Rome

### Colonne sonore
- Il tigre, regia di Dino Risi - 1967
- Uno dopo l'altro, regia di Nick Nostro - 1968
- Un detective, regia di Romolo Guerrieri - 1969
- Il divorzio, regia di Romolo Guerrieri - 1970
- Venga a prendere il caffè... da noi, regia di Alberto Lattuada - 1970
- La pelle degli altri, documentario, regia di Marino Marzano - 1970
- Il furto è l'anima del commercio!?..., regia di Bruno Corbucci - 1971
- Nonostante le apparenze... e purché la nazione non lo sappia... All'onorevole piacciono le donne, regia di Lucio Fulci - 1972
- Bianco, rosso e..., regia di Alberto Lattuada - 1972
- Gli ordini sono ordini, regia di Franco Giraldi - 1972
- L'amico del padrino, regia di Frank Agrama - 1972
- Malizia, regia di Salvatore Samperi - 1973
- Peccato veniale, regia di Salvatore Samperi - 1974
- Le farò da padre, regia di Alberto Lattuada - 1974
- Conviene far bene l'amore, regia di Pasquale Festa Campanile - 1975
- Sensualidad, regia di Germán Lorente - 1975
- Al piacere di rivederla, regia di Marco Leto - 1976
- Oh, Serafina!, regia di Alberto Lattuada - 1976 (vincitore Nastro d'Argento)
- Bel Ami - 1979
- La cicala, regia di Alberto Lattuada - 1980 (vincitore Nastro d'Argento)
- Fantozzi contro tutti, regia di Neri Parenti e Paolo Villaggio - 1980
- Fracchia la belva umana, regia di Neri Parenti - 1981
- Sesso e volentieri, regia di Dino Risi - 1982
- Fotografando Patrizia, regia di Salvatore Samperi - 1986
- Super Fantozzi, regia di Neri Parenti - 1987
- Provare per credere, film TV, regia di Sergio Martino - 1987
- Kamikazen - Ultima notte a Milano, regia di Gabriele Salvatores - 1988
- Malizia 2mila, regia di Salvatore Samperi - 1991

### Sigle televisive
- 1963 - Amore fermati (sigla di testa di Leggerissimo)
- 1964 - Va 'bbuono (sigla di coda di Za Bum)
- 1964 - 'A 'nnamurata mia (sigla di testa di Napoli contro tutti)
- 1965 - Quella cosa che... (sigla di Carta bianca)
- 1966 - Io non so chi sei (sigla di coda di Scala reale)
- 1971 - Quando mi dici così, con Giulia De Mutiis (sigla di coda di Speciale per noi)
- 1972 - Non è un capriccio d'agosto (sigla di Amabile Fred)
- 1972 - Quattro colpi per Petrosino (sigla di coda di Joe Petrosino)
- 1973 - Colazione allo studio 7 (sigla programma omonimo, inedita)
- 1974 - Questo nostro grande amore (sigla di testa di Vino, whisky e chewing-gum)
- 1974 - A tavola alle 7 (sigla programma omonimo)
- 1979 - Bel Ami Theme (sigla della miniserie Bel Ami)
- 1982 - Comm'aggia fà (sigla di Buonasera con... Freddissimo, ma con Bongusto)
- 1983 - Quello che ti porta a Rio (sigla di coda di Test - Gioco per conoscersi)
- 1984 - Stretti (sigla di testa di Cuore selvaggio)
- 1988 - Resta cu' mme (sigla di coda di Napoli prima e dopo)
- 1989 - Una rotonda sul mare (nuova versione) (sigla di testa di Una rotonda sul mare)

## Filmografia
- Il mattatore, regia di Dino Risi (1960)
- Obiettivo ragazze, regia di Mario Mattoli (1963)
- Za-bum, regia di Mario Mattoli (1964) - miniserie TV
- Questi pazzi, pazzi italiani, regia di Tullio Piacentini (1965)
- La filibusta, regia di Beppe Recchia (1969) - miniserie TV
- Peccato veniale, regia di Salvatore Samperi (1974)

## Carosello
Fred Bongusto partecipò a due serie di sketch della rivista pubblicitaria televisiva Carosello: nel 1964, con Edoardo Vianello, Little Tony, Marie Laforêt, Gene Pitney, Pino Donaggio e Sylvie Vartan, pubblicizzò il gelato Concertino della Tanara; negli anni 1973 e 1974 pubblicizzò l'aperitivo Gancia americano, il Gancia americanissimo e il Top 21, della Gancia.

## Attività politica
- Fu consigliere comunale a Bari dal 1990 al 1992, eletto nelle liste del Partito Socialista Italiano.